# Cyclisme aux Jeux olympiques d'été de 1968
Navigation
Tokyo 1964 Munich 1972
Aux Jeux olympiques d'été de 1968, il existe deux disciplines de cyclisme : le cyclisme sur piste, le cyclisme sur route.

## Podiums

### Hommes
| Podiums                             |                                                                                  |                                                                                                 |                                                                                            |
| Route                               |                                                                                  |                                                                                                 |                                                                                            |
| Course en ligne                     | Pierfranco Vianelli                                                              | Leif Mortensen                                                                                  | Gösta Pettersson                                                                           |
| 100 km contre-la-montre par équipes | Pays-Bas Joop Zoetemelk Fedor den Hertog Jan Krekels René Pijnen                 | Suède Sture Pettersson Tomas Pettersson Erik Pettersson Gösta Pettersson                        | Italie Pierfranco Vianelli Giovanni Bramucci Vittorio Marcelli Mauro Simonetti             |
| Piste                               |                                                                                  |                                                                                                 |                                                                                            |
| Kilomètre                           | Pierre Trentin                                                                   | Niels Fredborg                                                                                  | Janusz Kierzkowski                                                                         |
| Vitesse individuelle                | Daniel Morelon                                                                   | Giordano Turrini                                                                                | Pierre Trentin                                                                             |
| Tandem                              | France Daniel Morelon Pierre Trentin                                             | Pays-Bas Leijn Loevesijn Jan Jansen                                                             | Belgique Daniel Goens Robert Van Lancker                                                   |
| Poursuite individuelle              | Daniel Rebillard                                                                 | Mogens Frey                                                                                     | Xaver Kurmann                                                                              |
| Poursuite par équipes               | Danemark Per Lyngemark Reno Olsen Gunnar Asmussen Mogens Frey Peder Pedersen (q) | Allemagne de l'Ouest Karl Link Udo Hempel Karlheinz Henrichs Jürgen Kissner Rainer Podlesch (q) | Italie Luigi Roncaglia Lorenzo Bosisio Cipriano Chemello Giorgio Morbiato Gino Pancino (q) |

## Tableau des médailles
| Rang | Nation               | Or | Argent | Bronze | Total |
| ---- | -------------------- | -- | ------ | ------ | ----- |
| 1    | France               | 4  | 0      | 1      | 5     |
| 2    | Danemark             | 1  | 3      | 0      | 4     |
| 3    | Italie               | 1  | 1      | 2      | 4     |
| 4    | Pays-Bas             | 1  | 1      | 0      | 2     |
| 5    | Suède                | 0  | 1      | 1      | 2     |
| 6    | Allemagne de l'Ouest | 0  | 1      | 0      | 1     |
| 7    | Belgique             | 0  | 0      | 1      | 1     |
| 7    | Pologne              | 0  | 0      | 1      | 1     |
| 7    | Suisse               | 0  | 0      | 1      | 1     |